# Саваслейский сельсовет
Саваслейский сельсовет — муниципальное образование в Кулебакском районе Нижегородской области.
Административный центр — село Саваслейка.

## Население
| 2002 | 2010  | 2012  | 2013  | 2014  | 2015  |
| ---- | ----- | ----- | ----- | ----- | ----- |
| 3362 | ↘2737 | ↘2679 | ↘2572 | ↗2585 | ↘2561 |

## Населённые пункты
В состав сельсовета входит 4 населённых пункта:
| № | Населённый пункт | Тип                          | Население |
| - | ---------------- | ---------------------------- | --------- |
| 1 | Горбачиха        | деревня                      | ↗4        |
| 2 | Мыза             | посёлок                      | ↗37       |
| 3 | Новая Саваслейка | деревня                      | →10       |
| 4 | Саваслейка       | село, административный центр | ↘2686     |